# Пласт
Пласт (рус. Пласт) град је у Русији у Чељабинској области.

## Становништво
| 1939.  | 1959.  | 1970.  | 1979.  | 1989.  | 2002.  | 2010.  |
| ------ | ------ | ------ | ------ | ------ | ------ | ------ |
| 31.144 | 25.897 | 22.746 | 19.271 | 18.880 | 17.422 | 17.342 |